# 1988 HA
1988 HA är en asteroid i huvudbältet som upptäcktes den 16 april 1988 av de båda japanska astronomerna Seiji Ueda och Hiroshi Kaneda i Kushiro.